# James Oviatt Building
El James Oviatt Building, comúnmente conocido como The Oviatt Building, es un rascacielos art déco en el centro de Los Ángeles, en el estado de California (Estados Unidos). Está ubicado en 617 S. Olive Street, media cuadra al sur de 6th St. y Pershing Square. En 1983, fue incluido en el Registro Nacional de Lugares Históricos. También está designado como Monumento Histórico-Cultural de Los Ángeles. Mide 49,38 metros de altura y tiene 13 pisos. Fue construido entre 1927 y 1928.

## Historia
El edificio lleva el nombre de James Zera Oviatt (nacido en Farmington, Utah en 1888) quien, en 1909, fue de Salt Lake City a Los Ángeles para trabajar como en C.C. Grandes almacenes de Desmond. En 1912, Oviatt y un colega, el vendedor de sombreros Frank Baird Alexander, lanzaron su asociación en ropa para hombres como la mercería Alexander & Oviatt, en 209 West Fourth Street en el centro de Los Ángeles. Su 'socio silencioso' era Frank Shaver Allen, un arquitecto adinerado y socialmente prominente cuya carrera había sido destruida por un escándalo sexual varios años antes.
Durante los viajes anuales de compras de verano a Europa, Oviatt encontró ropa elegante para llevar a su próspera tienda de Los Ángeles. Con la aparición del art déco francés en la década de 1920, Oviatt encontró el estilo arquitectónico que encarnaría el diseño interior de su edificio James Oviatt de 1928 y su ático.
El Oviatt fue diseñado por el estudio de arquitectura de Los Ángeles de Walker & Eisen. La excavación para la construcción del edificio Oviatt se inició en agosto de 1927; el edificio se completó en mayo de 1928. Su mobiliario incluía una cornisa de vidrio iluminada de 12 toneladas y un techo con arcadas de vidrio del arquitecto Ferdinand Chanut y el vidriero Gaëtan Jeannin. René Lalique diseñó y creó los paneles de las puertas del ascensor de vidrio moldeado, las puertas frontales y laterales, los candelabros y un gran reloj de panel. Se importaron de Francia muchas toneladas de mármol "Napoleón" y un enorme reloj de torre de tres caras con campanillas (fabricado por el pionero relojero eléctrico, Ateliers Brillié Frères). La mayor parte de la decoración ha sido eliminada.

## En cultura popular
Un largometraje documental sobre la historia del edificio Oviatt fue dirigido por Seth Shulman y escrito / producido por Marc Chevalier en 2008.
En 2015, el exterior del restaurante The Cicada, situado en el edificio, se utilizó como exterior para el ficticio Hotel Cortez en American Horror Story: Hotel.
The Cicada también ha aparecido en películas como Bruce Todopoderoso.